# Israëlisch Filharmonisch Orkest

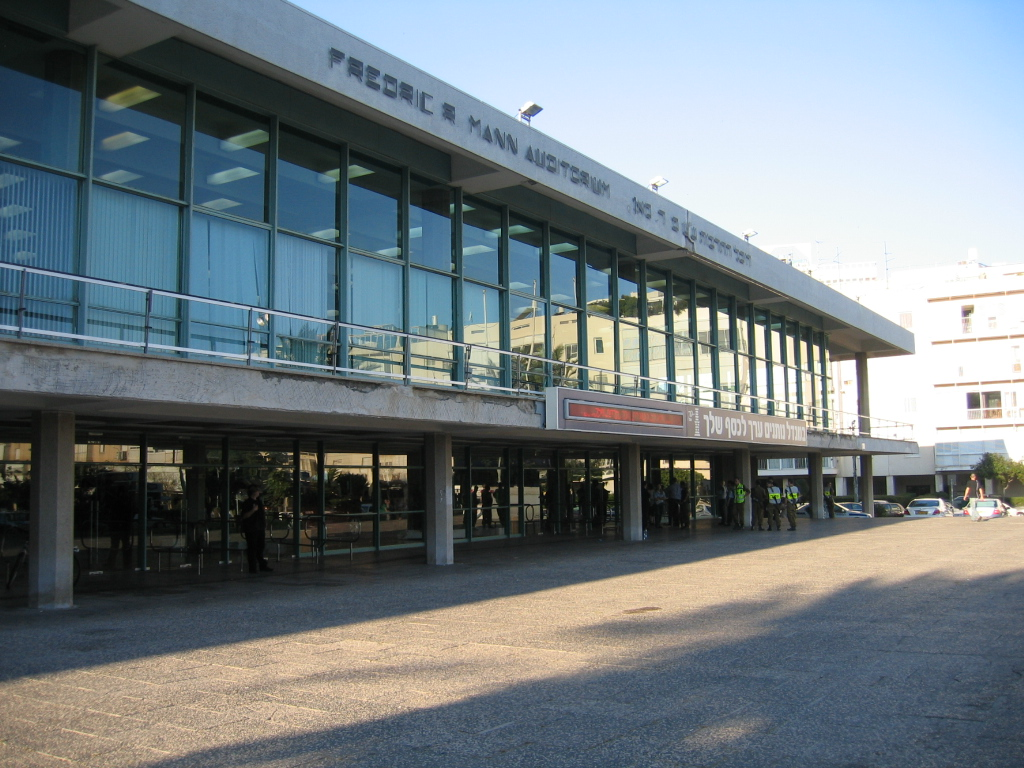
Frederic R. Mann Auditorum (Heichal Hatarbut), de thuisbasis van het Israel Philharmonic Orchestra

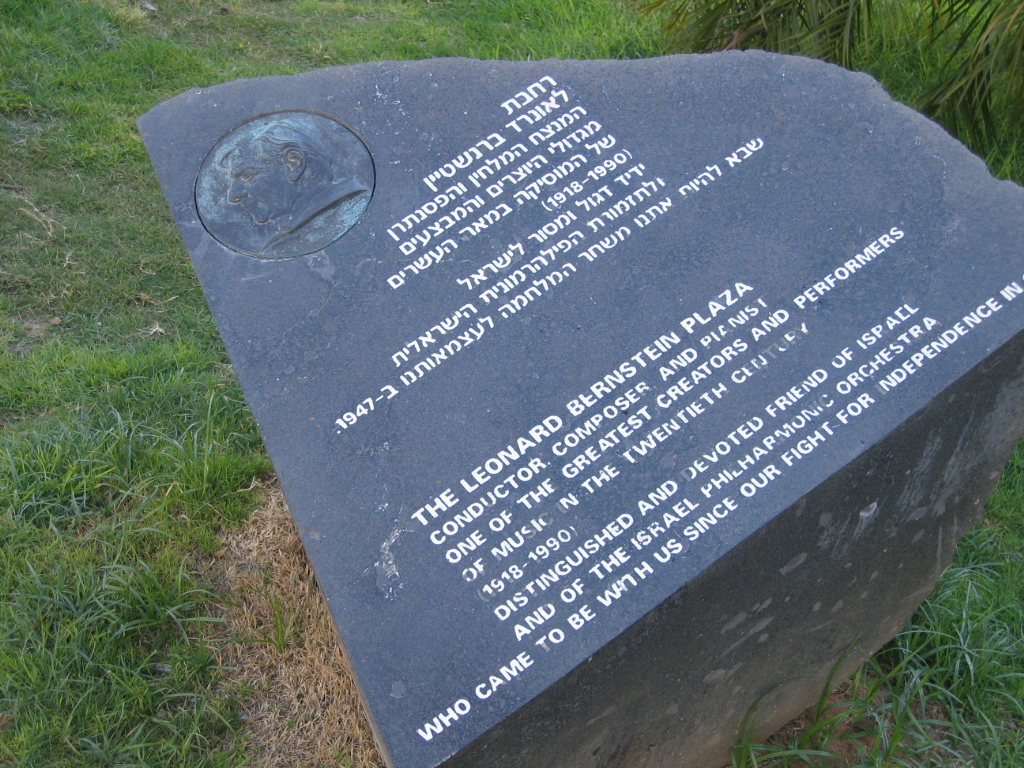
Het Leonard Bernstein plein voor het Mann Auditorum

Het Israëlisch Filharmonisch Orkest (vaak afgekort tot IPO; Hebreeuws: התזמורת הפילהרמונית הישראלית, ha-Tizmoret ha-Filharmonit ha-Yisre'elit) is het belangrijkste symfonieorkest van Israël. Oorspronkelijk stond het orkest bekend als het Palestijns Orkest dat in 1936 was opgericht door de violist Bronisław Huberman in een tijd dat veel Joodse musici door Europese orkesten werden ontslagen. Het oprichtingsconcert vond plaats op 26 december 1936 in Tel Aviv en werd gedirigeerd door Arturo Toscanini.
Het IPO gaat regelmatig op tournee, en heeft de grootste dirigenten van de wereld als gastdirigent gehad. Dirigenten als Leonard Bernstein en Zubin Mehta hebben een speciale band met het orkest gehad, Bernstein al vanaf 1947. In 1988 gaf het IPO hem daarom de titel van Laureaat Dirigent, een titel die hij tot zijn dood in 1990 voerde. Mehta was IPO's muzikaal adviseur vanaf 1968. Formeel gesproken had het IPO geen ‘muzikaal directeur’ (vaak ook aangeduid als eerste dirigent), maar in plaats daarvan "muzikale adviseurs"; tot 1977, toen Zubin Mehta benoemd werd tot IPO's eerste Muzikaal Directeur. In 1981 kreeg hij zelfs de titel ‘Muzikaal Directeur voor het Leven’. Kurt Masur is IPO's eredirigent, een titel die hij in 1992 kreeg. Yoel Levi is de eerste gastdirigent.
Met Zubin Mehta maakte het IPO een aantal opnamen voor het label Decca. Met Leonard Bernstein nam het IPO composities van zowel Igor Stravinsky als de dirigent zelf op. Verder heeft het IPO samengewerkt met de Japanse componist Yoko Kanno voor de soundtrack van de animatiefilm Macross Plus.
Na de Kristallnacht in november 1938 heeft het orkest de facto een ban op het werk van Richard Wagner gelegd vanwege het feit dat de componist antisemitisme verweten werd en het feit dat zijn muziek door nazi-Duitsland omarmd werd.

## Muzikale adviseurs/muzikale directeuren
- Zubin Mehta (1968–) (Van 1968 tot 1977 muzikaal adviseur; daarna Muzikaal Directeur)
- Jean Martinon (1957–1959)
- Bernardino Molinari
- Paul Paray (1949–1951)
- Leonard Bernstein (1947–1949; Laureaat Dirigent 1988-1990)
- William Steinberg (1936–1938)